# Мушкетёры (телесериал)
«Мушкётеры» (англ. The Musketeers) — британский приключенческий телесериал производства BBC, основанный на романе Александра Дюма «Три мушкетёра». Сериал стартовал на телеканале BBC One 19 января 2014 года. В нём снялись Люк Паскуалино (Д’Артаньян), Том Бёрк (Атос), Говард Чарльз (Портос), Сантьяго Кабрера (Арамис) и Питер Капальди (кардинал Ришельё). В сериале рассказывается о приключениях Д’Артаньяна, Атоса, Портоса и Арамиса, которые служат под началом капитана Тревиля.
В феврале 2015 года телесериал был продлён на третий и последний сезон. Показ сериала завершился 1 августа 2016 года.
С 1 по 5 декабря 2014 года на канале РЕН ТВ был показан первый сезон сериала.

## Сюжет
Действие происходит в 1630 году в Париже, где группа храбрых мушкетёров, состоящая из Д’Артаньяна, Атоса, Портоса и Арамиса, сражается, чтобы защитить короля и страну.

## В ролях
| Актёр              | Персонаж            | Появление в сезонах | Появление в сезонах | Появление в сезонах | Появление в сезонах |
| Актёр              | Персонаж            | 1                   | 2                   | 3                   | Эпизоды             |
| ------------------ | ------------------- | ------------------- | ------------------- | ------------------- | ------------------- |
| Том Бёрк           | Атос                | 10                  | 10                  | 10                  | 30                  |
| Сантьяго Кабрера   | Арамис              | 10                  | 10                  | 10                  | 30                  |
| Питер Капальди     | Кардинал Ришельё    | 10                  |                     |                     | 10                  |
| Говард Чарльз      | Портос              | 10                  | 10                  | 10                  | 30                  |
| Александра Доулинг | Королева Анна       | 7                   | 9                   | 10                  | 26                  |
| Райан Гейдж        | Король Людовик XIII | 10                  | 9                   | 9                   | 28                  |
| Тамла Кари         | Констанция Бонасье  | 8                   | 9                   | 9                   | 26                  |
| Мэйми Маккой       | Миледи де Винтер    | 8                   | 9                   | 2                   | 19                  |
| Люк Паскуалино     | Д’Артаньян          | 10                  | 10                  | 10                  | 30                  |
| Хьюго Спир         | Капитан Тревиль     | 9                   | 10                  | 9                   | 28                  |
| Марк Уоррен        | Граф де Рошфор      |                     | 9                   |                     | 9                   |
| Мэттью Макналти    | Люсьен Гримо        |                     |                     | 10                  | 10                  |
| Руперт Эверетт     | Маркиз де Ферон     |                     |                     | 6                   | 6                   |
| Всего эпизодов     | Всего эпизодов      | 10                  | 10                  | 10                  | 30                  |

## Разработка и производство
Съёмки преимущественно проходили в Праге. 9 февраля 2014 года сериал был продлён на второй сезон. В связи с тем, что Питер Капальди был взят на роль Двенадцатого Доктора в телесериале «Доктор Кто», кардинал Ришельё был убит за кадром до выхода второго сезона сериала.

## Эпизоды
| Сезон | Сезон | Эпизоды | Оригинальная дата показа | Оригинальная дата показа |
| Сезон | Сезон | Эпизоды | Премьера сезона          | Финал сезона             |
| ----- | ----- | ------- | ------------------------ | ------------------------ |
|       | 1     | 10      | 19 января 2014           | 30 марта 2014            |
|       | 2     | 10      | 2 января 2015            | 27 марта 2015            |
|       | 3     | 10      | 28 мая 2016              | 1 августа 2016           |

### Сезон 1 (2014)
| № общий | № в сезоне | Название                                                    | Режиссёр        | Автор сценария | Дата премьеры   | Зрители в Великобритании (млн) |
| ------- | ---------- | ----------------------------------------------------------- | --------------- | -------------- | --------------- | ------------------------------ |
| 1       | 1          | «Друзья и враги» «Friends and Enemies»                      | Тоби Хэйнс      | Эдриан Ходжес  | 19 января 2014  | 9,28                           |
| 2       | 2          | «Ловкость рук» «Sleight of Hand»                            | Тоби Хэйнс      | Эдриан Ходжес  | 26 января 2014  | 7,58                           |
| 3       | 3          | «Товар» «Commodities»                                       | Сол Мецстин     | Сьюзи Конклин  | 2 февраля 2014  | 6,77                           |
| 4       | 4          | «Добрый солдат» «The Good Soldier»                          | Ричард Кларк    | Эдриан Ходжес  | 9 февраля 2014  | 6,14                           |
| 5       | 5          | «Возвращение домой» «The Homecoming»                        | Сол Мецстин     | Джеймс Дормер  | 23 февраля 2014 | 5,91                           |
| 6       | 6          | «Изгнанники» «The Exiles»                                   | Энди Хэй        | Бен Харрис     | 2 марта 2014    | 5,62                           |
| 7       | 7          | «Бунтарка» «A Rebellious Woman»                             | Ричард Кларк    | Джеймс Пейн    | 9 марта 2014    | 5,69                           |
| 8       | 8          | «Турнир» «The Challenge»                                    | Фаррен Блэкберн | Сьюзи Конклин  | 16 марта 2014   | 5,45                           |
| 9       | 9          | «Рыцарь и королева» «Knight Takes Queen»                    | Энди Хэй        | Питер Маккенна | 23 марта 2014   | 5,25                           |
| 10      | 10         | «Мушкетёров непросто убить» «'Musketeers Don't Die Easily'» | Фаррен Блэкберн | Эдриан Ходжес  | 30 марта 2014   | 5,27                           |

### Сезон 2 (2015)
| № общий | № в сезоне | Название                                            | Режиссёр       | Автор сценария                | Дата премьеры   | Зрители в Великобритании (млн) |
| ------- | ---------- | --------------------------------------------------- | -------------- | ----------------------------- | --------------- | ------------------------------ |
| 11      | 1          | «Держи друзей близко...» «Keep Your Friends Close»  | Джон Стриклэнд | Эдриан Ходжес                 | 2 января 2015   | 5,46                           |
| 12      | 2          | «Обычный человек» «An Ordinary Man»                 | Джон Стриклэнд | Питер Маккенна                | 9 января 2015   | 5,01                           |
| 13      | 3          | «Благородный изменник» «The Good Traitor»           | Марк Джобст    | Люси Кэтрин и Эдриан Ходжес   | 16 января 2015  | 4,47                           |
| 14      | 4          | «Эмили» «Emilie»                                    | Энди Хэй       | Райан Крейг и Эдриан Ходжес   | 30 января 2015  | 4,36                           |
| 15      | 5          | «Возвращение» «The Return»                          | Марк Джобст    | СиДжей Эшфорд                 | 13 февраля 2015 | 4,12                           |
| 16      | 6          | «Сквозь тусклое стекло» «Through a Glass Darkly»    | Энди Хэй       | Марни Дикенс и Эдриан Ходжес  | 20 февраля 2015 | 4,00                           |
| 17      | 7          | «Свадебный переполох» «A Marriage of Inconvenience» | Эдвард Беннет  | Стив Бейли                    | 27 февраля 2015 | 4,00                           |
| 18      | 8          | «Щедрый отец» «The Prodigal Father»                 | Эдвард Беннет  | Сьюзи Конклин и Эдриан Ходжес | 6 марта 2015    | 4,54                           |
| 19      | 9          | «Обвинённые» «The Accused»                          | Николас Рентон | СиДжей Эшфорд                 | 20 марта 2015   | 4,00                           |
| 20      | 10         | «Суд и приговор» «Trial and Punishment»             | Николас Рентон | Саймон Аллен                  | 27 марта 2015   | 4,57                           |

### Сезон 3 (2016)
| № общий | № в сезоне | Название                                       | Режиссёр       | Автор сценария | Дата премьеры  | Зрители в Великобритании (млн) |
| ------- | ---------- | ---------------------------------------------- | -------------- | -------------- | -------------- | ------------------------------ |
| 21      | 1          | «Военные трофеи» «Spoils of War»               | Энди Хэй       | СиДжей Эшфорд  | 28 мая 2016    | 3,68                           |
| 22      | 2          | «Голод» «The Hunger»                           | Энди Хэй       | СиДжей Эшфорд  | 11 июня 2016   | 3,57                           |
| 23      | 3          | «Братья по оружию» «Brothers in Arms»          | Роджер Голдби  | Саймон Аллен   | 20 июня 2016   | N/A                            |
| 24      | 4          | «Бриллианты королевы» «'The Queen's Diamonds'» | Николас Рентон | Джефф Пови     | 25 июня 2016   | N/A                            |
| 25      | 5          | «Сыграть короля» «To Play the King»            | Роджер Голдби  | Эллен Тейлор   | 2 июля 2016    | N/A                            |
| 26      | 6          | «Гибель героя» «Death of a Hero»               | Николас Рентон | Питер МакКенна | 9 июля 2016    | 3,69                           |
| 27      | 7          | «Золото дураков» «'Fool's Gold'»               | Сью Талли      | Келли Джонс    | 16 июля 2016   | 3,81                           |
| 28      | 8          | «Военнопленные» «Prisoners of War»             | Юдайан Прасад  | Джеймс Пэйн    | 23 июля 2016   | 3,47                           |
| 29      | 9          | «Награда» «The Prize»                          | Сью Талли      | Дасти Хьюз     | 30 июля 2016   | 3,86                           |
| 30      | 10         | «Мы — гарнизон» «We Are the Garrison»          | Юдайан Прасад  | Саймон Аллен   | 1 августа 2016 | 3,59                           |